# Conques-en-Rouergue
Conques-en-Rouergue – gmina we Francji, w regionie Oksytania, w departamencie Aveyron. W 2013 roku populacja na obszarze obecnej gminy wynosiła 1731 mieszkańców. 
Została utworzona 1 stycznia 2016 roku z połączenia czterech wcześniejszych gmin: Conques, Grand-Vabre, Noailhac oraz Saint-Cyprien-sur-Dourdou. Siedzibą gminy została miejscowość Conques. 
Gmina Conques-en-Rouergue sąsiaduje między innymi z Vieillevie, Almont-les-Junies i Saint-Parthem. Miejscowość znajduje się w odległości około 30 km na północny zachód od Rodez – prefektury departamentu.

## Zabytki
Opacki kościół Sainte-Foy (fr. Abbaye Sainte-Foy) oraz most nad Dourdou (fr. Pont sur le Dourdou) w Conques zostały wpisane 5 grudnia 1998 roku na listę światowego dziedzictwa Unesco jako zabytki na trasie drogi św. Jakuba – szlaku pielgrzymkowym do katedry w Santiago de Compostela. 
Wyżej wymienione zabytki posiadają także status monument historique. Ponadto status ten posiadają zamek Selves (fr. Château de Selves) w osadzie La Vinzelle oraz krzyż cmentarny (fr. Croix de cimetière) w osadzie Saint-Julien-de-Malmont.